# Pelicinus
Pelicinus is een geslacht van spinnen uit de  familie van de Oonopidae (dwergcelspinnen).

## Soorten
- Pelicinus mahei (Benoit, 1979)
- Pelicinus marmoratus Simon, 1891
- Pelicinus saaristoi Ott & Harvey, 2008